# Bacon (Côte d'Ivoire)
Pour les articles homonymes, voir Bacon.
Bacon est une localité du sud de la Côte d'Ivoire, située dans la Région de l'Agnéby, et dans le département d'Akoupé. La localité de Bacon est chef-lieu de commune.